# Église Saint-Paul de Rabat
Pour les articles homonymes, voir Église Saint-Paul.

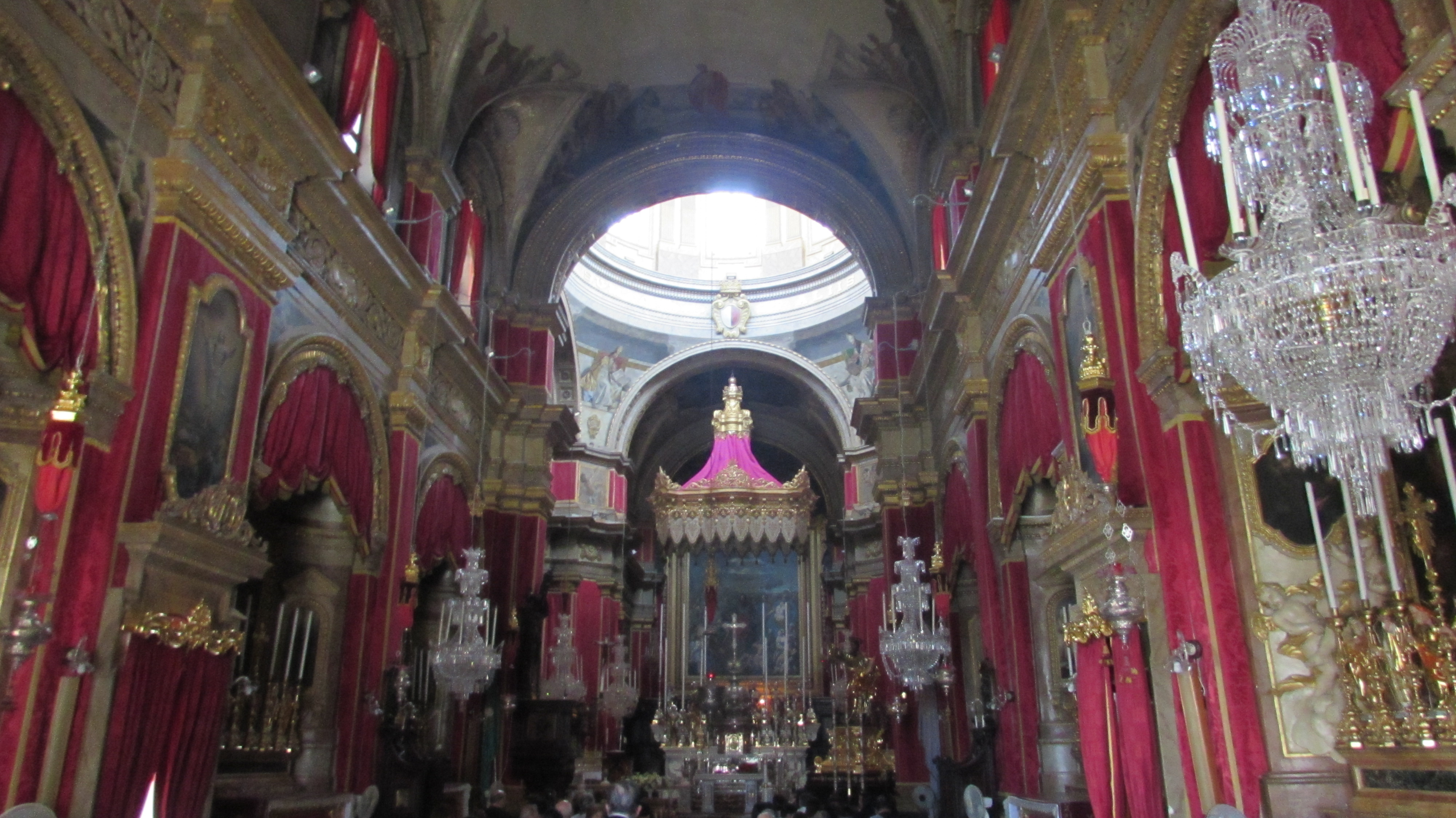
Vue intérieure

L'église paroissiale Saint-Paul de Rabat (en maltais : Knisja Parrokjali ta’ San Pawl, en anglais : Parish Church of St Paul) est une importante église baroque de Rabat sur l'île de Malte. En raison de la grotte de Paul située en dessous, c'est l'un des mémoriaux et des lieux de pèlerinage de l'apôtre Paul. Il est inscrit à l'Inventaire national des biens culturels des îles maltaises et est un bâtiment protégé. En 2020, elle a été élevée au rang de basilique mineure par le pape François.

## Historique
L'église St-Paul a été construite en 1664-1683 selon les plans de Lorenzo Gafà à la place d'une église médiévale précédente dans le style baroque romain et a été richement meublée dans la période suivante. Le Grand Maître Adrien de Wignacourt établit une fondation collégiale du clergé près de l'église.

## Architecture
L'église est une basilique cruciforme à trois nefs avec un haut dôme traversant. Elle est riche en autels, statues et peintures d'artistes importants des XVIIIe et XIXe siècles. Stefano Erardi a créé le grand tableau du maître-autel Naufrage de St-Paul. Parmi les images sur les autels latéraux figurent une représentation de Saint Publius par Mattia Preti, ainsi que la Dernière Cène et la Sainte Famille par Francesco Zahra.

## Grotte de Paul

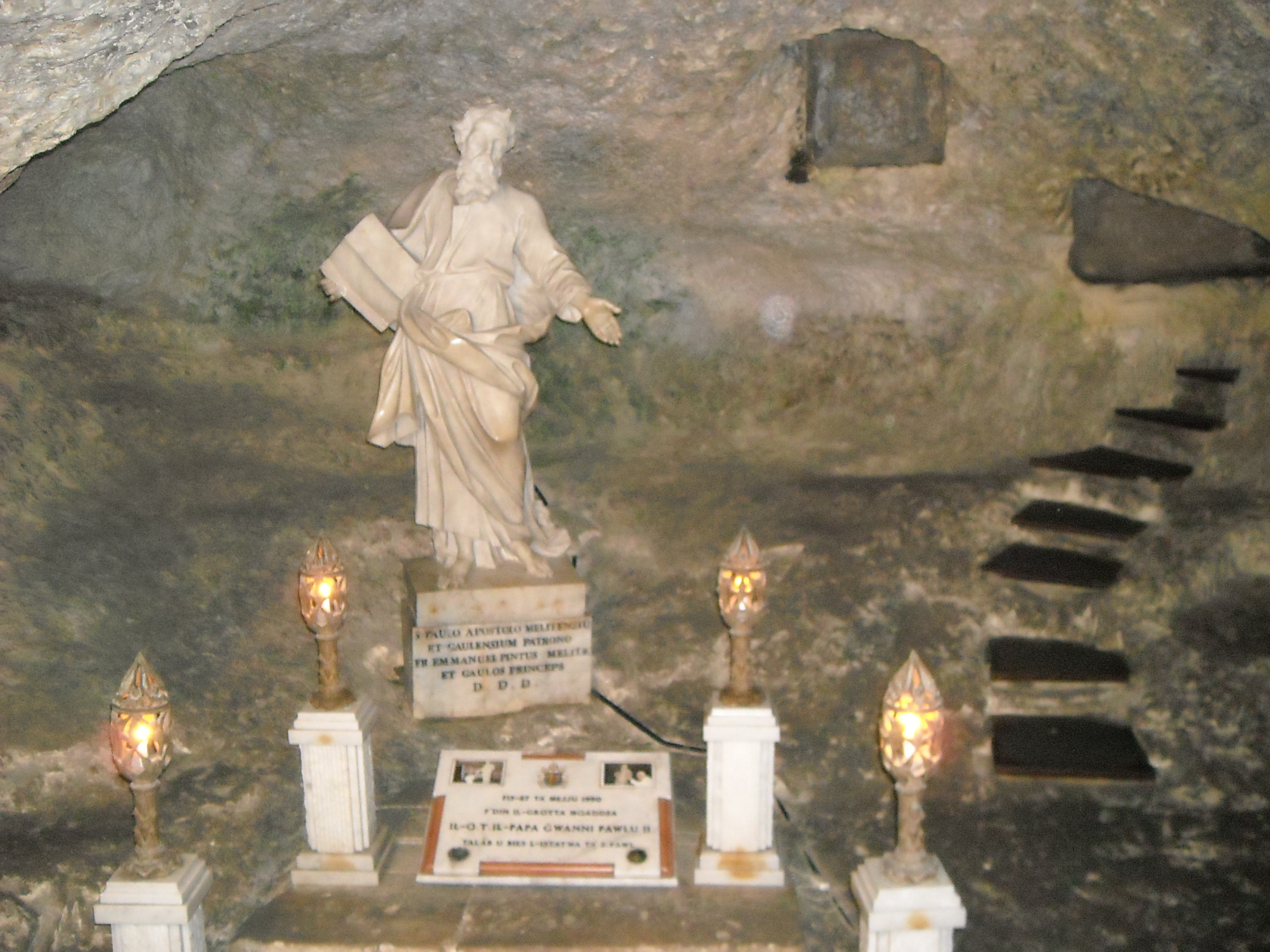
Statue de l'apôtre dans la grotte

Sur la droite en dessous de l'église se trouve la grotte de Paul. C'est l'un des lieux de l'île qui commémore le naufrage de Paul et de ses compagnons lors de la traversée vers Rome et son séjour de trois mois à Malte. La tradition l'appelle le lieu où l'apôtre a vécu, enseigné et célébré la Messe pendant cette période.
La grotte avec ses parois rocheuses rugueuses n'est que parcimonieusement équipée. Au centre se trouve une grande sculpture de l'apôtre enseignant par Melchiorre Cafà. Devant elle, une plaque de marbre commémore le pape Jean-Paul II, qui a prié ici lors de sa visite à Malte en 1990.

## Littérature
- Aldo F. Azzopardi : Malte et ses îles. Narni 1991, page 112f.